# Casiokids
Casiokids é uma banda norueguesa do gênero electropop, formada em 2005.

## Discografia
- 2006 - Fück Midi (CD, Álbum)
- 2008 - Grønt Lys I Alle Ledd (7", Single)
- 2009 - Finn Bikkjen! / Gomurmamma (7", Single)
- 2009 - Verdens Störste Land / Fot I Hose (7", Ltd)
- 2010 - Topp Stemning På Lokal Bar (CD, Álbum + CD, Comp)